# Nói Síríus
Nói Síríus est une entreprise familiale de confiserie basée à Reykjavik, en Islande, et fondée en 1920.
Hallgrímur Benediktsson en fut le premier propriétaire, dans les années 1920, et aujourd'hui son petit-fils, Finnur Geirsson, en est son président. 
Nói Síríus est le plus gros producteur de bonbons et de chocolats en Islande.
L'entreprise confectionne les Tópas et Ópal, connus pour leur goût légèrement amer, mais aussi pour rafraîchir l'haleine et soigner les maux de gorges. Nói Síríus commercialise aussi des pastilles et des chocolats (pour Noël et Pâques en particulier).
Nói Síríus représente 30 % du marché de la confiserie en Islande et 60 % de la production nationale, mais exporte aussi ses produits à l'étranger, principalement en Russie, aux États-Unis, ainsi que dans une moindre mesure dans certaines boutiques spécialisées au Danemark, au Benelux et en Suède.

## Développement international
À la fin des années 1990, Nói Síríus racheta Laima, la plus grande confiserie lettone, mais la vendit finalement quelques années plus tard. De même, en 2006, l'entreprise islandaise acheta la société Elizabeth Shaw, une confiserie britannique, revendue en 2009.

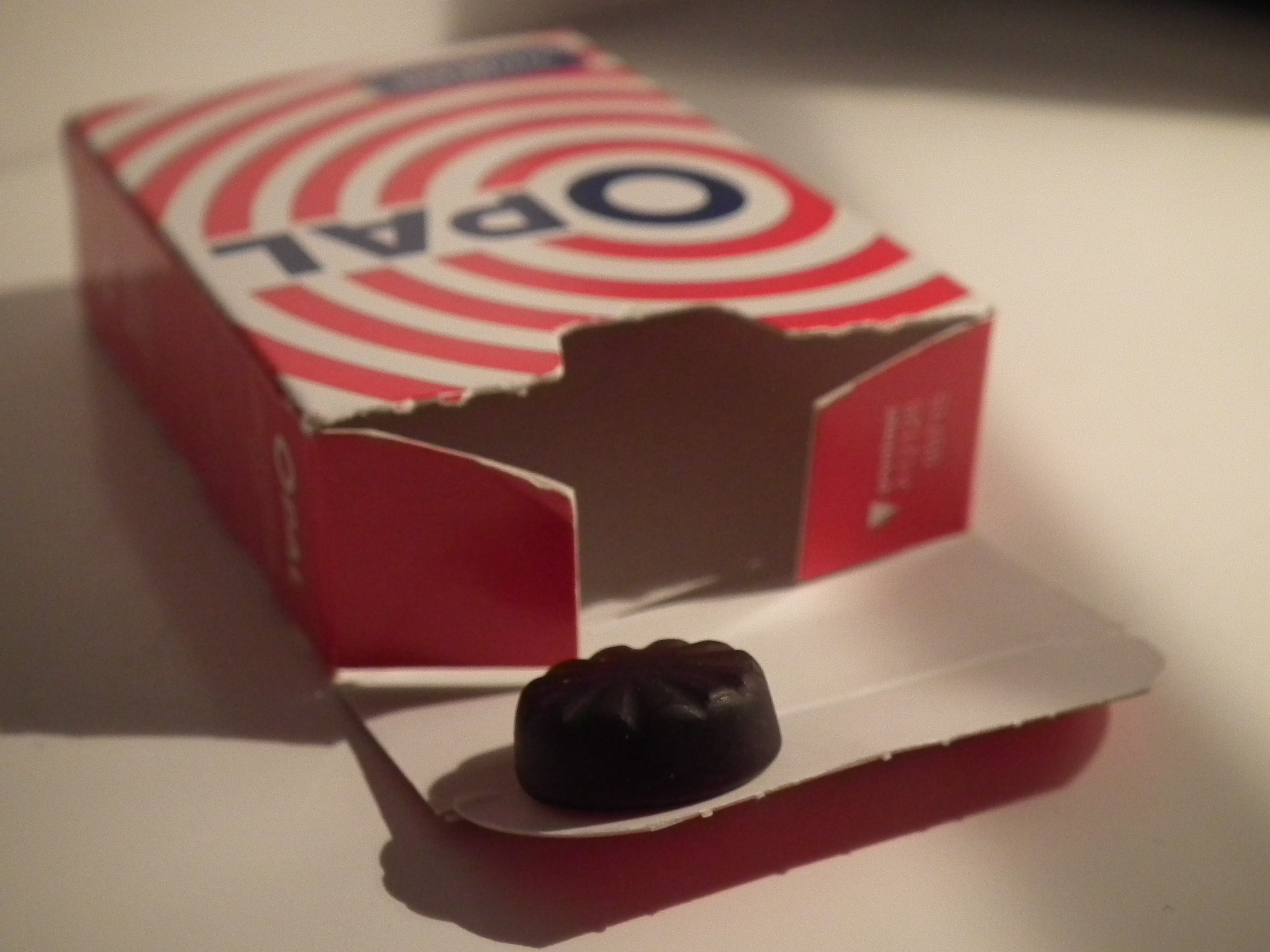
Une pastille Ópal et sa boîte.

## Nói Síríus dans la culture populaire
Le chocolat est très répandu en Islande. Manger une barre chocolatée à 9 heures du matin ou à l'apéritif est culturellement accepté. Nói Síríus produit près de 300 000 œufs de Pâques dans un pays de 315 000 habitants.
Aussi, des alcools reprenant les goûts et les noms des Tópas et des Ópal ont été créés, et ont rapidement acquis une réputation grâce à Quentin Tarantino, qui les décrit comme "les pires boissons sur Terre".
L'entreprise a aussi fait la une en Islande après une campagne publicitaire controversée, des manifestants portant des panneaux promotionnels pour Nói Síríus s'étant intégré au cortège de manifestants de la Fête du Travail, provocant la colère des syndicats.